# Северный (Тамбовская область)
Северный — посёлок в Кирсановском районе Тамбовской области России. Входит в состав Ковыльского сельсовета.

## География
Посёлок находится в восточной части Тамбовской области, в лесостепной зоне, в пределах Окско-Донской равнины, к северу от автодороги Р-208, вблизи железнодорожной линии Тамбов — Ртищево, на расстоянии примерно 21 километра (по прямой) к западу от города Кирсанова, административного центра района. Абсолютная высота — 208 метров над уровнем моря.
Часовой пояс
Посёлок Северный, как и вся Тамбовская область, находится в часовой зоне МСК (московское время). Смещение применяемого времени относительно UTC составляет +3:00.

## История
Основан в 1920 году. По данным 1926 года имелось 26 хозяйств и проживало 93 человека (44 мужчины и 49 женщин). В административном отношении посёлок входил в состав Иноковской волости Кирсановского уезда Тамбовской губернии.

## Население
| 2010 |
| ---- |
| 165  |

Половой состав
По данным Всероссийской переписи населения 2010 года в гендерной структуре населения мужчины составляли 51,5 %, женщины — соответственно 48,5 %.
Национальный состав
Согласно результатам переписи 2002 года, в национальной структуре населения русские составляли 95 % из 158 чел.